# 자연주의 (철학)
자연주의(自然主義, 영어: naturalism)는 예술과 철학에서 과학의 영향으로 나타난 사상이자 운동이다. 자연주의자는 실제의 사물과 현상을 자연 세계의 범위 안에 있다고 보고, 초자연적인 존재나 힘을 신뢰할 수 없는 가설이라고 생각한다. 특히 연극 및 영화, 문학 분야에서 자연주의는 믿을 만하고 현실에서 일어날 수 있는 매일의 실제 일상을 작품에 담으려고 하는 운동이다. 이 사조는 주체들이 고도로 상징적이고 이상적이며, 심지어 초자연적이기까지 한 낭만주의 또는 초현실주의와는 정반대 방향의 운동이다.

## 개요
단적으로 말하자면, 자연주의는 가설을 세우고, 예측하고, 실험하고, 그 과정을 다시 반복하는 식의 과학적 방법만이, 진실을 규명하는 효율적인 방식이라는 관점이다. 자연주의는 일반적으로 초자연적인 것으로 간주되는 현상이나 가설들을 존재하지 않거나 혹은 잘못된 것이라고 주장하는 것이 아니다. 그러나 자연주의는 모든 현상이나 가설들이 같은 방법으로 연구될 수 있다고 주장하며, 그러므로 초자연적인 것으로 간주되는 것이 그 어떤 것이든 간에, 그것은 반드시 존재하고 자연적인 현상과 다르지 않다고 본다. 또한 일부의 자연주의자들은 그 자체의 개념적인 구분에 초점을 맞추었을 때 명확하게 구분할 수 없는, 초자연적인 실재와 자연적인 실재 사이의 구분을 인정하기도 한다. 누군가 초자연적인 실재에 대해 생각하고 말하고 있을 때, 자연주의자들은 혼란스러움에도 불구하고 정말로 자연적인 실재들을 이야기할 것이다. 그 자체가 자연적이고 물리적인 범위 내에 있는 지식을 얻는 과정이나 그 어떠한 조사의 방법이나 물질적인 접근들과 설명들은, 자연주의적인 것으로 묘사될 수 있다.
많은 근대의 과학철학자가 ‘방법론적인 자연주의’나 ‘과학적인 자연주의’같이 과학적 방법에서 오랫동안 효력을 지닌 규약을 가리키는 용어를 사용한다. 그것은 방법론적인 가정으로, 초자연적인 개념들이 존재하는지의 여부는, 오직 자연적인 원인에 따라 관찰할 수 있는 효과들이 가장 잘 설명한다는 것이다. 그들은 ‘존재론적 자연주의’(ontological naturalism) 또는 ‘형이상학적인 자연주의’(metaphysical naturalism)로 알려진 접근을 반대한다. 그런 접근은 우주를 포괄하는 자연 세계에 대해 형이상학적인 믿음들이 모두 실제로 존재한다고 언급하기 때문이다. 그러므로 초자연적인 것은 존재하지 않는다.

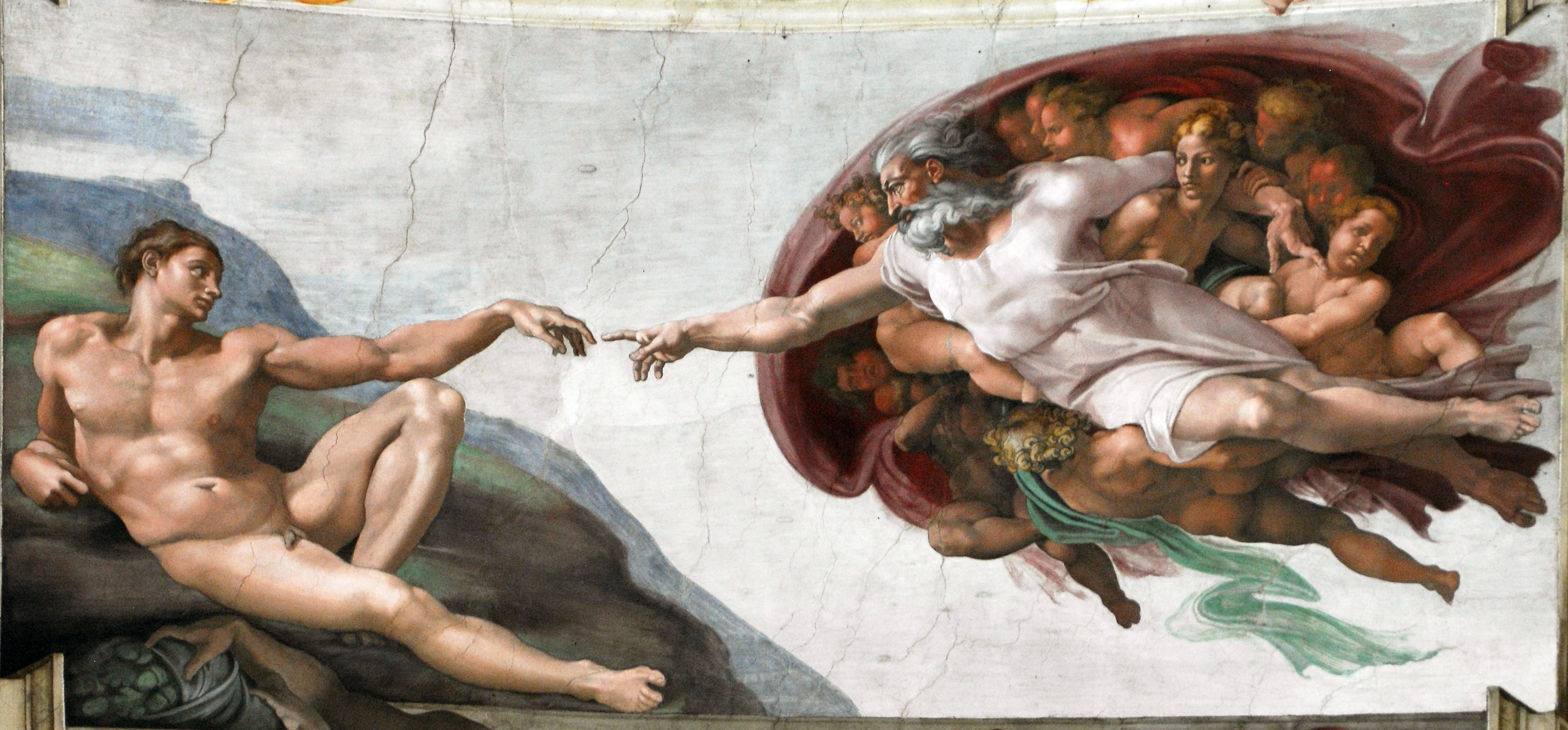
미켈란젤로의 〈천지창조〉

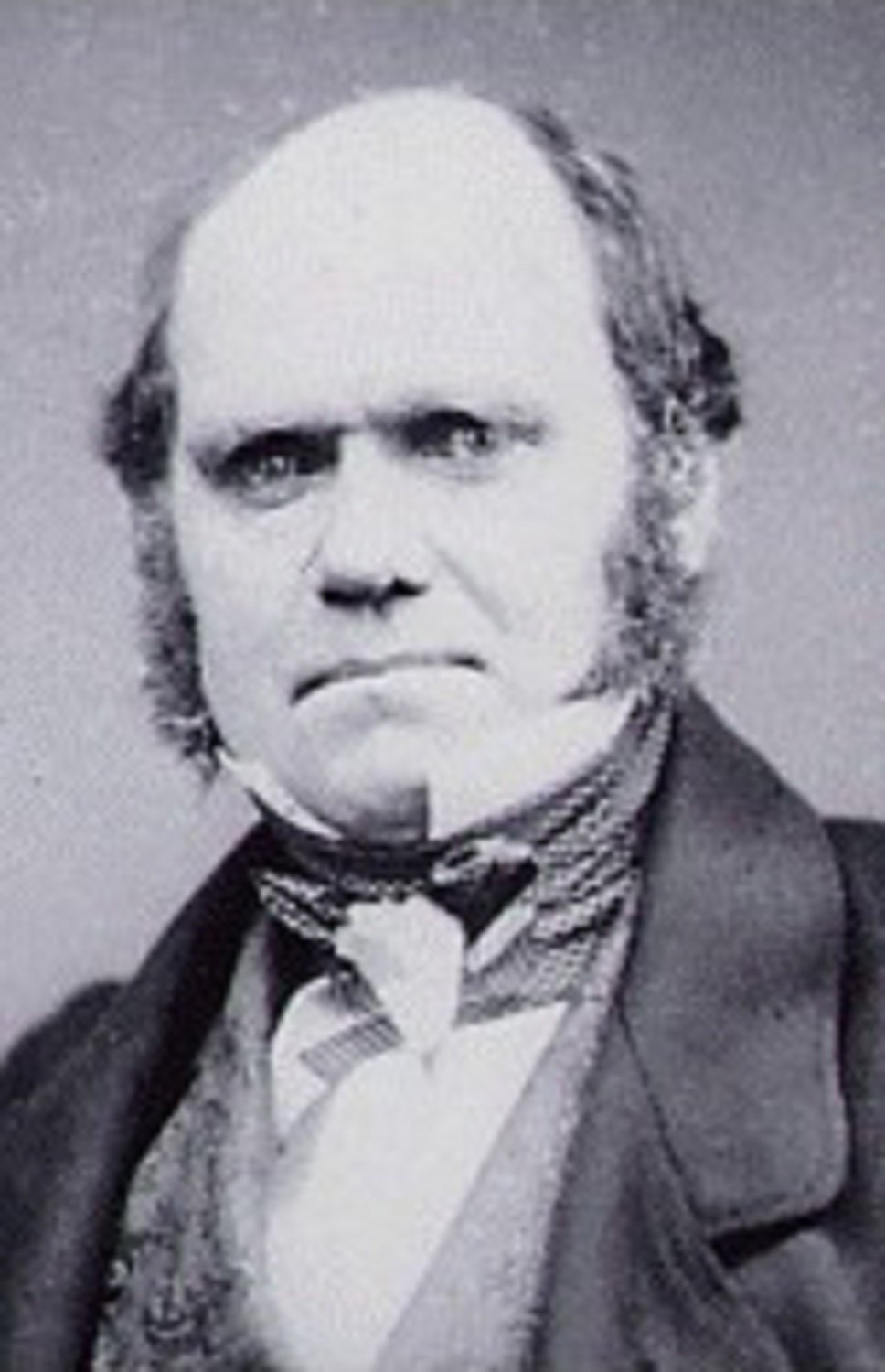
찰스 다윈

자연주의 철학에 접근하는 방식들 사이에서 나타나는 구분은 과학을 지지하는 철학자들에게서 나타난다. 창조론과 진화론의 논쟁에서 진화론에 맞서 일부 사람들이 제안한 창조론 또는 지적 설계가 ‘과학적인 물질주의’ 또는 ‘방법론적인 물질주의’로서의 ‘방법론적인 자연주의’와 연관되며, 그것을 ‘형이상학적 자연주의’와 함께 융합시키기도 한다. 창조론의 지지자들은 그들의 주장을 뒷받침하기 위해서 현대 과학이 무신론적이라는 단언을 이용하며, 의사 과학(pseudoscience) 또는 유신론적인 사실주의를 지지하기도 하고, 자연현상을 초자연적으로 설명하는 것을 환영하는 자연 철학을 되살리는 식으로 자신들이 이룩한 접근과 현대 과학을 대조하기도 한다.

## 역사
철학적 자연주의의 이론이 처음으로 등장한 것은 이오니아의 소크라테스 이전 철학자들의 글이었다. 특별히 과학의 아버지로 불리는 탈레스가 처음으로 자연현상을 초자연적인 원인을 사용하지 않고 설명했다. 초기 그리스 철학에 대한 조너선 바르네스(Jonathan Barnes)의 소개는 이러한 초기 철학자들을, 자연주의를 미리 예견이라도 한 것처럼 경험적인 원리에 따라 자연을 연구한 사람들로 묘사하고 있다.
그러나 우리는 방법론적인 자연주의의 근대적인 중요성을 파악하기 위해 좀 더 직접적으로 연관되는, 12세기 르네상스가 진행되는 동안에 나타난 중세 스콜라 철학자의 생각으로 거슬러 올라갈 필요가 있다.
중세 시대 후반기에 자연현상 연구는 기독교 자연철학자들의 작업으로 대표된다. 비록 그 연구들이 연구자들의 특성상 직접적인 신의 개입 가능성을 열어두고 있기는 하지만, 그들은 자주 자연 과학의 설명보다 기적에 더 현혹되는 당대 사람들의 우매함을 경멸하곤 했다. 파리 대학의 성직자 장 뷔리당(Jean Buridan)은 “아마도 중세시대 예술에서 가장 뛰어난 대가”라고 묘사되었던 사람이다. 그는 특이한 천문현상을 초자연적인 것이라고 믿는 일반인들의 잘못된 습관과, 철학자들이 하는 “적당한 자연적 원인”에 대한 조사를 대조했다. 로마 가톨릭 교회의 주교이었던 14세기 자연철학자 니콜 오렘(Nicole Oresme)은 여러 가지 자연의 신비에 대해 논의하면서 “원인을 우리가 잘 알고 있다고 믿는 현상들과 마찬가지로 천국이나, 연약한 자들의 피난처 즉 악마나 우리의 영광스러운 하느님이 그 신비 현상들을 직접 만드셨다고 믿을 이유는 없다.”라고 훈계했다.

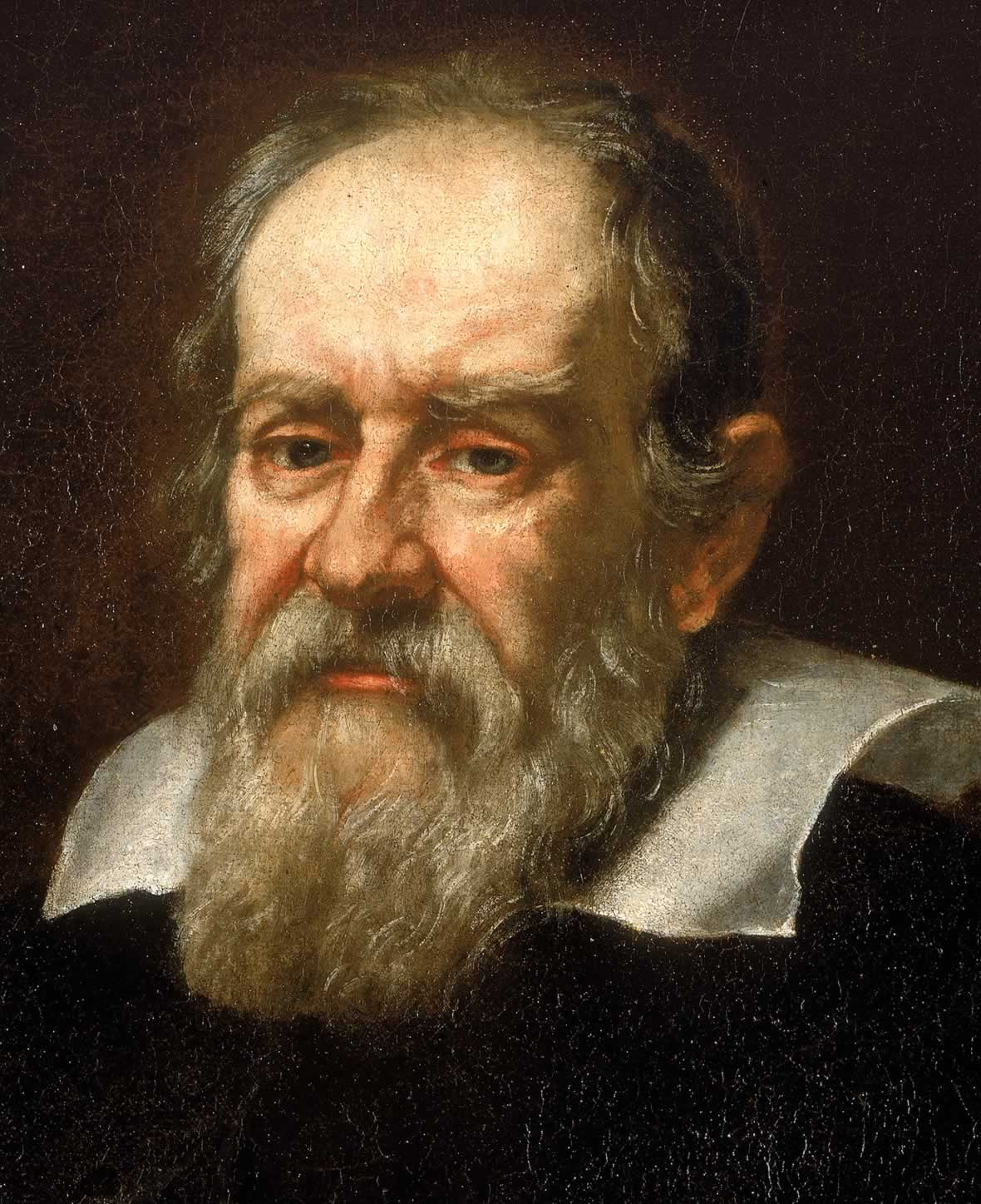
갈릴레이

자연의 자연주의적인 연구를 위한 열정은 16~17세기에 걸쳐 점점 더 많은 기독교인들이 신이 이 세계를 운영하기 위해 사용하는, 흔히 이차적인 원인이라고 부르는 것을 찾는 데 관심을 집중하면서 다시 타오르기 시작했다. 새로운 철학을 앞장서서 촉진시킨 사람 중 한 명은 이탈리아의 가톨릭교도인 갈릴레오 갈릴레이였다. 그는 자연이 “자연에 가해진 법칙의 조항들을 결코 위반하지 않는다.”라고 주장하였다.
아이작 뉴턴이 그의 물리학에서 신에 대한 언급이 부족한 것을 지적하는 질문을 받았을 때, 그는 “나는 가설을 만들지 않습니다.”(Hypotheses non fingo)라고 응답했다. 비슷하게, 라플라스는 천체의 역학에 대한 그의 이론에서 신에 대한 언급이 부족하다는 지적에 대해 “나는 그런 가설이 필요하지 않습니다.”라고 답했다.
계몽주의 시대 동안에, 프랜시스 베이컨을 비롯한 철학자들과 볼테르는 자연 세계에 대한 연구로부터 초자연적인 힘을 제거하자고 호소하기 위해 필요한 철학적 정당화의 윤곽을 그렸다. 뒤따라 과학 혁명이 일어나면서, 당시 최고조에 달한 근대 생물학과 지질학의 발달 과정으로부터 여전히 남아 있었던 유신론의 잔재를 대부분 제거하게 된다. 그 당시 발달한 생물학과 지질학은 널리 퍼져 있었던 기독교의 창조 신화에 대한 문자적인 해석을 거부하였다. 4세기 동안 과학적 연구는 실험과 이론의 영향력이 미치는 범위 안에서는 그 어떤 현상에 대해서도 결코 초자연적인 설명으로 돌아가지 않고 있다. 물론 과학 실험으로 입증하기 어려운 몇몇 특별한 현상에 대해서는 계속 순환되는 주장을 하고 있다. 이것은 과학적 이론이 지닌 그 자체의 권리로서의 자연주의를 지지하는 강력한 구조이다.
‘방법론적인 자연주의’라는 용어로 나타나는 이 접근은 비교적 최근에 이루어졌다. 로날드 넘버스에 따르면, 이 용어는 미국 일리노이주 휘튼 대학의 철학자이었던 폴 드 브리에스(Paul de Vries)가 1983년에 만들었다. 드 브리에스는 신의 존재에 대해 아무 말도 하지 않는 학문으로서의 방법으로, 그가 ‘방법론적인 자연주의’라고 부른 것과, 초월적인 신의 존재를 부인하는 것으로 ‘형이상학적 자연주의’라고 부른 것을 구분하였다. 다른 의견에 따르면, “방법론적인 자연주의”라는 용어는 1937년부터 에드가 셰필드 브라이트만(Edgar Sheffield Brightman)이 사용해 왔다. 그는 The Philosophical Review에 실은 글에서 일반적인 의미의 ‘자연주의’와 대조하여서 그 용어를 사용했지만, 그 생각이 최근에 이루어진 구분보다 정말로 발전된 것은 아니었다.
1996년부터 책과 논문을 통해 계속, 로버트 T. 펜녹은 과학적인 방법이, 초자연적인 존재의 존재 여부를 추정하지 않는 자연적인 설명으로 제한된다는 점을 명확히 하기 위해 ‘방법론적 자연주의’라는 용어를 사용해 왔다. 또한 이 용어를 사용함으로써, 과학이 필립 E. 존슨 같은 창조론자나 지적 설계론의 지지자들의 주장과는 달리 도그마적인 형이상학적 자연주의에 기반을 두고 있지 않다는 점을, 보여주려 하였다. 전문가로서 펜녹이 한 증언은, 판사가 키츠밀러 대 도버 지역 학교 선거구 소송에서 방법론적인 자연주의가 오늘날 과학의 기반이 되는 규칙이라는 결론을 내릴 때, 인용되었다.
창조주의자들의 주장과는 달리, 넘버스는 역사적으로 기독교인들이 방법론적 자연주의를 지지해 왔다고 기록했다.
| “ | 때때로 과학적 자연주의를 신이 없는 세계를 구성하는 데 사용하는 불신자들의 노력에도 불구하고, 그것은 현재까지 강한 기독교의 지원으로 유지되어왔다. … 우리가 보아온 것처럼, 과학적인 자연주의는 신실한 기독교인들에 의해 기독교의 영역을 넓게 만들어 왔다. 그것이 비록 종교적인 믿음을 부식시킬 가능성을 지니고 있고, 때때로 그렇게 하기도 하지만, 그것은 습관적으로 자연적인 원인을 통해 그의 종말을 이룩하는 신을 믿는 기독교도 과학자들 사이에서 번창했다. | ” |
|   | — 넘버스, 《신이 없는 과학: 자연법칙과 기독교 신앙》, p.284 |   |

## 인식론으로서의 자연주의
윌라드 반 오만 콰인은 자연주의를 자연과학 그 자체보다 진리를 위한 더 높은 법정은 존재하지 않는다고 여기는 입장이라고 설명한다. 과학의 주장을 검증하기 위해서 과학적인 방법보다 더 나은 것은 없고, 추상적인 형이상학 또는 인식론 같은 “첫 번째 철학”을 위한 어떠한 여지도 없다. 그런 철학은 과학 또는 과학적 방법을 정당화하거나 과학이 무엇인가를 입증한 후에 나타나는 것이다.
그러므로 철학은 그 자체의 가치를 추구하는 과학자들의 발견을 사용하는 데 자유로워져야만 한다. 또한 과학의 주장이 근거가 없고 혼란스럽거나, 모순될 때는 서슴없이 비판할 수 있어야 한다. 이런 철학의 방식은 과학과 연관된다. 자연주의는 과학이 절대적으로 옳다는 식의 근대적인 관점 같은 도그마적인 믿음이 아니다. 그 대신 그것은 간단히 우주에서 벌어지는 현상의 과정을 과학적으로 설명하려 하고, 그런 과정들이 현대 과학이 이해하기 위해 애쓰는 것들이다.

### 철학적 비판
칼 포퍼는 자연주의를 귀납적 추론과 같은 것으로 생각했다. 그는 그가 귀납 이론에 대해 가한 일반적 비평에 기초하여 자연주의를 거부하였다. 그러나 추측을 발명해 내는 데 나타나는 그것의 유용함은 인정했다.
| “ | 때때로 과학의 귀납이론이라고 불리는 자연주의적인 방법론은, 의심할 수 없는 그 나름의 가치를 지닌다. … 나는 자연주의적인 관점을 거부한다. 그것은 비판 능력이 없다. … 그것의 지지자들은 그들이 사실을 발견했다고 믿었던 때는 언제나 그것을 인식하는 데 실패했다. 그들은 약속을 제안해 왔을 따름이다. 그러므로 그 약속은 자칫하면 도그마로 변하기 쉬운 것이다. 이 자연주의적 관점에 비판은 그것이 지닌 의미의 기준뿐만 아니라 그것이 지닌 과학적 아이디어 그리고 그 아이디어가 경험적인 방법을 통해 내놓은 결과에 대한 것까지 포함한다. | ” |
|   | — 칼 포퍼(Karl R. Popper), 《과학적 발견의 논리》(The Logic of Scientific Discovery) (Routledge, 2002), pp. 52~53, ISBN 0-415-27844-9. |   |

포퍼는 대신에 경계 설정을 위한 반증가능성의 규범을 제안했다.
포퍼와는 또 다른 관점에서, 동시대 철학자 앨빈 플랜팅가는 “자연주의에 반대하는 진화학적인 논쟁”에서 진화학적인 자연주의는 논리에 일관성이 없다고 말한다. 〈과학과 신학 뉴스〉에서 그는 키츠밀러 소송의 결론을 공격하고, “과학”이란 용어가 다음과 같은 활동을 표시하는 것이라고 주장한다.
1. 우리 세계에 대하여 진리를 발견하려는 목표를 지닌, 하나의 체계적이고 학문적인 기획이며,
2. 그것은 중요한 경험적 연관성을 지닌다. 이런 애매한 상태에 놓이는 어떤 활동도 과학에 포함된다.

| “ | 만약에 당신이 과학으로부터 초자연적인 것을 축출시켜 버린다면, 세계에 사는 대부분의 사람들이 믿고 있으며 초자연적으로 발생하는 세계 또는 어떤 현상에 대해, 과학적으로 진리에 도달할 수 없다. | ” |
|   | — 앨빈 플랭팅가, 〈과학과 신학 뉴스〉 |   |

그러나 그의 주장은 진화학을 비롯한 가치중립적 과학에 대한 이해가 부족해 나타난 것으로 알려져 있다.

### 창조설과 지적 설계
창조설의 지지자들은 초자연적인 행위의 가능성이 지금 과학의 이론이나 실천에 따라서 불필요하게 배제되고 있다고 주장한다. 일반적으로 지적 설계의 제안자들은 지능의 결과로서 자연 세계의 특정한 모습을 가장 잘 설명할 수 있다고 주장한다. 그들은 자연주의적인 실재 개념이 과학에 필요하지 않다고 말한다. 그들의 일반적인 비판은, 자연 세계가 유신론 또는 초자연적인 개입으로부터 독립적이어서 어떤 것도 침범할 수 없게 닫혀 있는 체계라는 식의 주장이, 과학을 부정확한 결론으로 이끌어 가고 있으며, 유신론이나 초자연적인 개입과 관련된 주장들에 대한 연구를 부적절하게 배제하고 있다는 것이다.
만약에 어떤 명제가 과학적으로 자연스럽게 실험되고 설명될 수 있는 현상이라면, 그것은 그 명제가 애초에 모순되어 있다고 주장하는, 방법론적 초자연주의자들에 의해 초자연적인 것이기를 중지할 것이다. 그들은 어떻게 과학이 어떤 것이 발견되기 전에 그것이 발견될 것이라고 예견할 수 있겠느냐고 묻는다. 측정할 수 없는 것은 실험할 수 없고, 측정 장치가 발명되고 새로운 발견 과정이 가능해질 때까지 그러하다. 그러나 과학의 정통적인 신념에 따라, 실재를 실험할 수 있는 새로운 방식을 찾는 것을 허락받기 위하여, 비과학적인 것으로 간주되는 무엇인가를 과학적으로 연구하는 일에, 누군가가 종사하는 것은 허락되어야만 한다. 그 명제가 진실이라면, 연구가 시작되고 나서부터 “비과학적인 것”은 과학적인 것이 된다. 다른 관점에서, 지식은 종교의 도그마에 따라 제한을 받게 되지 않고, 유물론적 패러다임에 따라 제한을 받는다. 이런 견해는 과학과 문화를 위한 센터(Center for Science and Culture)같이 ‘지적 설계’의 입장을 취하는 견해의 제안자들이 갖고 있다. 그들의 웹사이트는, 방법론적인 자연주의가 초자연적인 것을 포함하지 않아서 과학을 제한하고 있다고 주장하며, “방법론적인 자연주의”가 과학에 대한 폭력을 행하지 않고 진리를 추구하고자 하는 모든 과학을 위해서 표준적인 원리로 정의될 수 없다고 지적한다.

## 방법론적인 자연주의의 정의

### 형이상학적인 자연주의와 방법론적인 자연주의의 대조
형이상학적인 자연주의는 자주 ‘철학적인 자연주의’ 또는 ‘존재론적인 자연주의’로 불리며, 자연주의에 대한 존재론적인 접근을 취한다. 존재론은 존재에 대해 연구하는 형이상학의 분과이며, 그래서 그것은 초자연적인 것은 존재하지 않는다는 관점이다. 따라서 강한 무신론이 뒤따르게 된다.
대조적으로, 방법론적인 자연주의는 스티븐 D. 샤퍼즈만(Steven D. Schafersman)의 말에 따르면, “그것을 온전히 믿거나 수용하는 또는 전혀 믿지도 수용하지도 않는 것으로, 과학적인 방법에서 철학적인 자연주의를 선택하고 가정하는 것이다. … 과학은 형이상학적이지 않고, 그것의 성공을 위해서 형이상학이 주장하는 궁극적인 진리를 수호하지도 않는다(비록 과학이 형이상학적인 함축을 지니기는 하지만 말이다.). 그러나 형이상학적인 자연주의는 과학으로 성공하기 위해서 전략적이고 작업 가설적 성격을 반드시 수용해야만 한다. 그러므로 우리는 아마도 자연주의가 궁극적 진리인지에 대해서 불가지론자가 될 것이지만, 그럼에도 불구하고 그것을 받아들여야만 하며, 자연을 거기 있는 그대로의 모든 것인 것처럼 여기면서 연구해야 한다.”이다.

### 초자연주의(신앙)와의 관계
펜녹(Pennock)은 다음과 같이 주장하였다. 초자연적인 존재와 초능력은 “자연적인 존재와 능력위에 있거나 넘어선다.” 그리고 “자연법칙의 강제를 받지 않는다.” 초자연적 존재가 할 수 없는 일이 있다면, 그것은 논리적이지 않다. 또한 “만약에 우리가 초능력을 이해하려고 자연적인 지식을 적용할 수 있게 된다면, 그 말뜻에 따라, 그 힘은 초자연적일 수 없다.” 초자연주의가 우리에게 항상 신비일 수밖에 없는 것처럼, 그것은 과학적 형태로 판단할 수 있는 어떠한 기반도 제공해 주지 않는다. “실험은 관찰과 다양한 변수의 통제를 요구한다. … 그렇지만 말 그대로 초자연적인 존재와 초능력은 우리가 통제할 수 없다.” 과학에서 측정할 수 없는 초능력을 사용할 수 있게 된다면, 그것은 과학자의 작업을 의미 없게 만드는 일이며, 과학이 진보를 이끄는 분야라는 명성을 손상시키는 것이다. 또한 그것은 “마치 고대 그리스의 희곡 작가들이 곤경에 처한 영웅을 구하기 위해 극에서 기계 장치의 신(deus ex machina)을 도입하는 것처럼, 매우 불만족스럽다.”라고 주장하였다.
이런 종류의 자연주의는 그 말뜻에서 자연적인 실험을 넘어서는 초자연적 존재가 존재하는지 그렇지 않는지에 대해 아무 말도 하지 않는다. 다른 과학 철학자들은 몇몇 초자연적인 설명이 원리에 따라 측정 가능하다는 신념을 지니고 있다. 어떤 방식이든지 간에, 자연주의에 대한 거부는 오직 실천적인 문제이어서, 방법론적인 자연주의자이면서 동시에 존재론적 초자연주의자가 되는 것은, 가능한 일이다. 예를 들면, 자연 과학자들이 그들의 과학 연구에서 방법론적인 자연주의를 따르는 동안에, 그들은 또한 신을 믿고 있을 수 있다(존재론적인 초자연주의). 이런 태도는 지금까지 초자연주의로 간주되어 왔던 것을 연구하는 데서 나오는 지식을 배제하지 않지만, 만약에 어떤 한 현상이 과학적으로 실험되어 자연스럽게 설명되더라도 그것을 초자연적인 사례로 간주한다.

### 방법론적 자연주의의 지지자들
과학적 방법의 지지자들은 방법론적 자연주의가 “효율적이고, 강력하다.”라고 말한다. “성공적인 연구를 촉진시키며”(promoting successful investigation) “자연적인 우주에 대한 연구에서 필수적인 관점에 해당한다.” 그들은 또한 과학의 역사가 “초자연주의에서 자연주의로의 진보”를 보여준다고 본다. 이런 지지자들은 창조주의의 대안을 “명백하게 무효이고 반생산적이다. … 자연 세계를 이해하려는 시도 중에서 말이다.”라고 평가한다.
2005년에 벌어진 키츠밀러 대 도버 지역 학교 선거구(Case of Kitzmiller v. Dover Area School District) 소송이 대중의 관심을 끌었고, 키츠밀러의 비망록에 그 기록이 남아 있다. 미국 연방 법원 판사인 존 E. 존스 3세(John E. Jones III)는 “방법론적인 자연주의가 오늘날 과학의 기반이 되는 규칙”이라고 결론을 내렸다. 이 판결은 미국 학교에서 종교를 가르치는 것을 법적으로 제한하는 맥락에서 나온 연방 법원 판례가 되었고, 비망록에서는 초자연적인 설명에 반대하는 방법론적인 자연주의의 과학과 연관된 입장에서 객관적인 평가의 증거로 더 폭넓게 이용하고 있다.

## 같이 보기
- 자연주의 (문학)
- 자연주의 (미술)
- 자연주의 (연극)